# Cinochira atra
Cinochira atra là một loài ruồi trong họ Tachinidae.